# Vlag van Munnekezijl

Vlag van Munnekezijl

De vlag van Munnekezijl is de dorpsvlag van het Nederlandse dorp Munnekezijl, in de Friese gemeente Noardeast-Fryslân. De vlag werd in 1976 geregistreerd.
De dorpsvlaggen van 14 dorpen in Kollumerland en Nieuwkruisland werden in de jaren 1969/70 tot stand gekomen in overleg met de Fryske Rie foar Heraldyk en de heren Minnema, Keune en Offringa, leden van de Geakunde Commissie van Kollumerland en Nieuwkruisland In de ontwerpperiode hebben de besturen van de Plaatselijk Belang-organisaties in elk van de dorpen, de ontwerpen besproken, en goedgekeurd of verworpen, in welk laatste geval een nieuw ontwerp werd aangeboden.

## Beschrijving
De beschrijving van de vlag is als volgt:
Geschaakt van blauw en wit, negen rechthoeken in drie rijen; de middelste rechthoek is rood.
De kleuren zijn afkomstig van het dorpswapen.

## Symboliek

Kleurstelling: ontleend aan het wapen van Munnekezijl. Het blauw staat hierbij voor het water en het wit voor de monnikspijen van de cisterciënzer monniken waar het dorp zijn naam aan ontleent.